# Cecilie Kosová
Cecilie Kosová (21. listopadu 1865 Praha – 18. února 1940 Praha) byla česká pedagožka, kulturní pracovnice a odborná spisovatelka.

## Životopis
Rodiče Cecilie byli Josef Kos (31. 5. 1824) a Elisabeth Kosová-Horáková (1824–1872). Měla tři starší sourozence, byli to Josef Kos (10. 3. 1848) privátní učitel, Leontina Kosová (28. 2. 1857) učitelka na obecné škole a Franz Kos (30. 11. 1858).
Cecilie Kosová byla členkou učitelského sboru chlapecké a dívčí školy v Plzni, který obdržel roku 1887 od c. k. okresní školské rady pochvalné uznání. Roku 1893 byla již v Praze, jako podučitelka u sv. Ducha, roku 1896 byla jednatelkou Spolku učitelek. V létě 1903 navštívila své přátele ve St. Paul a Minneapolis. Jako definitivní učitelka I. třídy byla jmenována roku 1904 na Maninách.
Cecilie Kosová byla „literární“ učitelka, spoluzakladatelka a předsedkyně kulturní odborné Zemské ústřední jednoty učitelek v Čechách, místostarostka Spolku českých učitelek v Praze a předsedkyně Dozorčí rady Domova českých učitelek. Přispívala do Časopisu učitelek. V Praze bydlela na adrese Resslova 3. Pohřbena byla na Olšanech.